# Igre gladi: Plamen (2013.)
Igre Gladi: Plamen je američki ZF film iz 2013. godine, sniman prema bestselleru Suzanne Collins, naziva Plamen. Film je nastavak na Igre gladi, i drugi je nastavak u filmskom serijalu Igre gladi. Uz staru glumački postavu pojavljuju se i nova lica, glumci: Philip Seymour Hoffman, Jeffrey Wright, Jena Malone, Sam Claflin, Lynn Cohen, Amanda Plummer, Alan Ritchson, i Meta Golding.
Radnja u Plamenu odvija se nekoliko mjeseci nakon završetka radnje prethodnog filma; Katniss Everdeen sigurno se vratila kući nakon pobjede u 74. Igrama gladi zajedno sa svojim kompanjonom Peetom Mellarkom. Kroz priču, Katniss osjeća kako se pobune protiv Kapitola polako dižu u većini okruga diljem Panema. Snimanje je započelo 10. rujna 2012. u Atlanti, te se snimanje kasnije preselilo na Havaje.
Film je u kina stigao 21. studenoga 2013.
Film je dobio pozitivne kritike, te ga kritičari smatraju poboljšanjem u odnosu na prethodnika, uz osjećaj da je to "samouvjereniji, uglađeniji film"; sa pohvalama Lawrenceovoj izvedbi kao Katniss, temi, akcijskim sekvencama, glazbenoj partituri, scenariuj, vizualnim efektima i emocionalnoj dubini. Ovo je najbolje primljeni film u seriji Igre gladi, prema stranici recenzija Rotten Tomatoes. Film je također dobio brojne nominacije, uz nominaciju za nagradu Udruge Broadcast Film Critics Association za najbolji akcijski film i nagradu Saturn za najbolji znanstveno-fantastični film. Za svoju izvedbu, Lawrence je drugi put nominirana za nagradu Empire za najbolju glumicu, kao i nagradu Saturn i nagradu Udruženja filmskih kritičara Broadcasta. Pjesma "Atlas" također je nominirana za nagradu Grammy za najbolju pjesmu napisanu za vizualne medije i nagradu Zlatni globus za najbolju originalnu pjesmu.

## Radnja
Katniss Everdeen i Peeta Mellark smjestili su se u život materijalne udobnosti i emocionalne nelagode u okrugu 12 nakon zajedničke pobjede na 74. Igrama gladi. Predsjednik Snow posjećuje Katniss i objašnjava da su njezini postupci na Igrama - točnije, njezin potencijalni samoubojnički pakt s Peetom - inspirirali pobune diljem Panema. Naređuje joj da iskoristi nadolazeću turneju Victory Tour kako bi ga uvjerila da su njezini postupci bili iz ljubavi, a ne zbog prkosa Kapitolu, upozoravajući je da će se njezini prijatelji, obitelj i svi ostali u okrugu 12 u suprotnom suočiti s pogubljenjem. Katnissin mentor, Haymitch, kasnije ju upozorava da pobjednici igara moraju služiti kao mentori budućim posvečenim i da će njihov iskaz ljubavi biti prisiljen nastaviti do kraja života.
Nemiri i prosvjedi prikazani su u mnogim okruzima tijekom Victory Toura, kao i brutalnost lokalnih mirovnih snaga. Peeta i Katniss naknadno objavljuju svoje zaruke u pokušaju da umire okruge. Na zabavi više klase koja završava turneju, Snow im javno nazdravlja, ali suptilno signalizira Katniss da i dalje nije uvjeren. Tijekom svečanosti, Katniss susreće zagonetnog novog voditelja Igara, Plutarcha Heavensbeeja. Mirotvorci predvođeni brutalnim zapovjednikom Romulus Threadom počinju nemilosrdno napadati domove i druga mjesta diljem okruga 12, stavljajući građane pod policijski sat. Katnissin prijatelj Gale je javno bičevan nakon što se uhvatio u koštac s Threadom kako bi ga spriječio da ubija civile; spašavaju ga Katniss i ostali pobjednici. Heavensbee kaže Snowu da pobuna ne može preživjeti Katnissin novi status slavne osobe kao pobjednice.
Najavljene su nadolazeće 75. Igre gladi - treći "Quarter Quell" - s počastima koje će se birati među prethodnim pobjednicima. Katniss se posvećuje osiguravanju da Peeta preživi. Na Danu žetve, Haymitchovo ime je izvučeno, ali Peeta se odmah javlja da zauzme njegovo mjesto. Odrasli tributeri, navikli na siguran i ugodan život kao pobjednici, otvoreno su ljuti što su se prisiljeni vratiti na Igre. Za intervju prije Igara, Katniss nosi vjenčanicu po narudžbi Snowa, no njezin stilist Cinna postavlja je da se transformira u simbol šojke rugalice. Peeta tada objavljuje da su se on i Katniss vjenčali u tajnosti i da čekaju dijete. Građani protestiraju da se Igre prekinu, ali bezuspješno. Neposredno prije nego što Katniss uđe u arenu, Cinna biva žestoko pretučen od strane Miročuvara ispred nje kao kaznu za njegovo petljanje u njezinu haljinu, a zatim je odvučen.
Na Igrama se Katniss i Peeta udružuju s tributima okruga 4, playboyem Finnick Odairom i njegovom ostarjelom mentoricom Mags. Kada polje sile arene šokira Peetu, zaustavljajući mu srce, Finnick ga oživljava. Grupa je kasnije prisiljena pobjeći iz otrovne magle; kada Peeta ne može nastaviti, Mags se žrtvuje kako bi mu Finnick mogao pomoći. Grupa otkriva da voda uklanja plikove izazvane plinom. Kad mandrilovi napadnu, Peeta je spašen neočekivanim žrtvovanjem ovisnika o drogama iz okruga 6. Grupa bježi na plažu, gdje se susreću s Beetee i Wiressom, parom znanstvenih počasti iz okruga 3 i žestokom Johannom Mason iz okruga 7. Wiress, koja je doživila živčani slom, ponavlja frazu "tik-tak", što navodi Katniss da shvati da je arena dizajnirana kao sat, s redovitim opasnostima svakog sata unutar njihovih zona. Wiressu prereže vrat Gloss, jedan od Karijera iz okruga 1. Katniss tada ubije Glossa dok Johanna ubija njegovu sestru Cashmere. Finnick je ozlijeđen. Heavensbee navodi Gamemakers da zavrti sat kako bi dezorijentirali igrače.
Beetee predlaže namamiti ostatak karijeraca na mokru plažu i ubiti ih strujom, koristeći prednost munje koja udara svakih 12 sati. Grupa se odvaja kako bi pripremila zamku, polažući žicu. Kad se u okrugu 2 pojavi počast Brutusu i Enobariji, Johanna omami Katniss, izreže joj tragač iz ruke i bježi. Katniss pronalazi onesviještenog Beetee. Ne mogavši pronaći Peetu, a čuvši top, Katniss zamalo ubije Finnicka, misleći da ih je izdao, ali on ju podsjeća da se "sjeti tko je pravi neprijatelj". Katniss pričvršćuje žicu na strijelu i ispaljuje je u krov arene baš u trenutku kada udari munja. Munja se provodi duž žice, uzrokujući kvar štitova arene i pada krova, a Katniss pada u nesvijest.
Katniss se budi u zrakoplovu s Haymitchem, Finnickom, još uvijek bez svijesti Beeteejem i Heavensbeejem, za kojeg se otkrije da je zapravo buntovnik protiv Snowa. Haymitch joj kaže da idu u Distrikt 13, sjedište nove pobune. On otkriva da je polovica počasti bila uključena u plan spašavanja Katniss, simbola rastuće pobune, ali da su Peeta i Johanna zarobljeni. Izbezumljena Katniss dobiva sedativ nakon što je pokušala napasti Haymitcha jer je prekršio obećanje da će spasiti Peetu. Ona se probudi i zatekne Gale pored sebe, koji je uvjerava da njezina obitelj sigurna, ali taj je okrug 12 uništio Kapitol.

## Uloge
- Jennifer Lawrence kao Katniss Everdeen
- Josh Hutcherson kao Peeta Mellark
- Liam Hemsworth kao Gale Hawthorne
- Woody Harrelson kao Haymitch Abernathy
- Elizabeth Banks kao Effie Trinket
- Lenny Kravitz kao Cinna
- Philip Seymour Hoffman kao Plutarch Heavensbee
- Jeffrey Wright kao Beetee Latier
- Stanley Tucci kao Caesar Flickerman
- Donald Sutherland kao predsjednik Snow
- Toby Jones kao Claudius Templesmith
- Willow Shields kao Primrose Everdeen
- Sam Claflin kao Finnick Odair
- Lynn Cohen kao Mags
- Jena Malone kao Johanna Mason
- Amanda Plummer kao Wiress

## Produkcija
Lionsgate je najavio da će filmska adaptacija Catching Fire biti objavljena pod nazivom The Hunger Games: Catching Fire 22. studenog 2013. kao nastavak filmske adaptacije The Hunger Games, s glavnim snimanjem koje će se održati u rujnu 2012. Simon Beaufoy je angažiran da napiše scenarij za film i napisao je dve skice prije nego što je otišao nakon što je Gary Ross, redatelj Igara gladi, odlučio ne režirati nastavak. Vremenski okvir snimanja koordinirao je Lionsgate i 20th Century Fox, kako bi Jennifer Lawrence imala vremena da snimi X-Men: Dani buduće prošlosti, nastavak Foxovog X-Men: First Class, u siječnju 2013. godine.
Dana 10. travnja 2012. objavljeno je da se Gary Ross, redatelj Igara gladi, neće vratiti zbog 'zbijenog' i 'prilagođenog' rasporeda. Ross je kao razlog napuštanja franšize naveo nedostatak vremena koje je imao za režiju i pisanje filma u tri i pol mjeseca nakon izlaska prvog filma, pa stoga i njegovu odluku da pređe na režiju Slobodne države Jonesa. Bennett Miller, Joe Cornish, Francis Lawrence i Juan Antonio Bayona razmatrali su se za režiju novog filma. Dana 19. travnja 2012. objavljeno je da je Francisu Lawrenceu ponuđeno mjesto redatelja za film. Lionsgate je službeno najavio Francisa Lawrencea kao redatelja filma 3. svibnja 2012.. Dva dana kasnije objavljeno je da Michael Arndt (Priča o igračkama 3, Little Miss Sunshine) pregovara o ponovnom pisanju scenarija. Arndt je potvrđen kao novi pisac scenarija. Arndt je plaćen 400.000 dolara tjedno za ponovno pisanje scenarija.
Prema izvorima, adaptacija je trebala biti završena do prosinca 2012. kako bi se uklopila u raspored Jennifer Lawrence. Kada je X-Men: Dani buduće prošlosti izgubio originalnog redatelja i snimanje filma je odgođeno do travnja 2013., Jennifer Lawrence više nije bila potrebna za snimanje u siječnju 2013. i vremenski okvir snimanja za Igre gladi : Catching Fire je produžen do ožujka (uključujući nekoliko stanki zbog sezone praznika i nagrada). Film je sadržavao sekvence snimljene u IMAX formatu.

### Snimanje
Lawrence, Hutcherson i Hemsworth ponovno su obojili kosu za film. Lawrence se vratila obuci streličarstva kako bi došla u formu za ulogu, dok je sporedna glumačka ekipa poduzela obuku u pripremi za scene u areni.
Produkcija je službeno započela 10. rujna 2012., a snimanje je za neke glumce završeno 21. prosinca 2012.. Nakon božićne stanke, snimanje je nastavljeno na dva tjedna sredinom siječnja za neke od glavnih glumaca i stavljeno je na čekanje zbog sezone dodjele nagrada. Glavno snimanje je nastavljeno i završeno u ožujku 2013.. Snimanje se prvo odvijalo u i oko metropolitanske Atlante, Georgia, a zatim se preselilo na Havaje, radi snimanja scena u areni. Glumačka ekipa i tim bili su u zauzetom rasporedu, radili su 14-satnim i šest dana u tjednu. U intervjuu za MTV, Josh Hutcherson je potvrdio da će scene u filmu koristiti IMAX kamere izjavivši: "Snimaju, mislim da će sve stvari u areni biti IMAX". Jennifer Lawrence i Liam Hemsworth bili su u Ringwoodu, New Jersey snimajući scene za okrug 12 koje uključuju snijeg za početak filma 31. siječnja i 1. veljače. Jennifer Lawrence potvrdila je da će odletjeti na Havaje 25. veljače, dan nakon što je osvojila Oscara za najbolju glumicu na 85. dodjeli Oscara kako bi snimala posljednjih 9 dana zajedno s Claflinom i Hutchersonom.
Krajem ožujka, snimanje se odvijalo u pozadini studija Universal i držano je krajnje tajno. Svjedoci su izvijestili o kulama i ogradama na setu. Vjeruje se da nitko od glavnih glumaca nije bio na setu. Ponovna snimanja bila su zakazana za 13. travnja u Atlanti. Sa baznim kampom postavljenim u Executive Parku kod North Druid Hills Roada, snimanje se također odvijalo u umjetničkom centru Goat Farm.
Francis Lawrence je procijenio da će sat vremena filma biti posvećen scenama u Areni, te je rekao da će kamere biti postavljene kako bi se izbjegao izgled drhtave kamere iz prvog filma. U IMAX dugometražnom filmu, Francis Lawrence je također potvrdio da su scene koje se odvijaju u Areni snimljene IMAX kamerama kako bi se razlikovale od scena izvan Arene. Otprilike 50 minuta filmske snimke snimljeno je u IMAX formatu, korištenjem tri IMAX 15 perf/65 mm filmske kamere.

## Kritike
Igre gladi: Plamen dobile su vrlo pozitivne kritike kritičara. Stranica recenzija Rotten Tomatoes daje filmu ocjenu od 90% na temelju recenzija 293 profesionalna kritičara, s prosjekom ocjena od 7,6/10. Kritički konsenzus strance glasi: "Pametan, glatko režiran i obogaćen dubljim istraživanjem tema franšize koje izazivaju razmišljanje, Plamen dokazuje temeljito uvjerljiv drugi dio serije Igre gladi." Bio je to najviše ocjenjeni igrani/fantastični film godine na stranici.Na Metacritic, koji dodjeljuje ponderiranu prosječnu ocjenu od 100 recenzija glavnih kritičara, film je dobio prosječnu ocjenu od 76 (što ukazuje na "općenito povoljne kritike") na temelju 49 recenzija. Prema anketama koje je CinemaScore proveo tijekom otvaranja vikenda, prosječna ocjena koju je publika dala filmu bila je A, na ljestvici od A+ do F.
Hollywood Reporter je rekao da je film dobio "općenito pozitivne kritike", a CNN je izvijestio da su kritike "pretežno pozitivne", ali je istaknuo da je "općenita pritužba" to što "traži nepotrebno dugo... i scenarij i režija povremeno ne uspijevaju." Entertainment Weekly je rekao da je konsenzus da je nastavak "samouvjereniji, uglađeniji film koji dublje zadire u Panemov politički sukob". Također je izvijestio: "Kritičari su impresionirani da se [Lawrence] posvećuje Katniss jednako kao što bi ona bila složenom liku Davida O. Russella."
Pišući za The Village Voice, Stephanie Zacharek pohvalila je izvedbu Jennifer Lawrence, napisavši da je glumica "i u plamenu i u procesu postajanja, te da je to veličanstveno gledati." Peter Travers iz Rolling Stonea dao je filmu 3,5 zvjezdice. od četiri i rekao: "Bježanje od pop-kulture može biti uzbudljivo kada ga iznesu stručnjaci. Katniss je lik vrijedan nekoliko nastavaka. A Lawrence osvjetljava ekran. Slijedit ćete je bilo gdje." Također je pohvalio sporedne glumce Sama Claflina i Jenu Malone. Recenzirajući na stranici Rogera Eberta, Susan Wloszczyna iz USA Today dodijelila je filmu tri od četiri zvjezdice, pohvalivši glumu Jeffreyja Wrighta, Amande Plummer i Jene Malone i nazvavši izazove arene "vizualno intrigantne". Wloszczyna piše: "...jedan istinski svjež izum — i onaj koji je najvažniji — je sama Katniss. Sa svakim poglavljem na ekranu, jadna djevojka iz okruga 12 nastavlja ispunjavati svoju sudbinu inspiracije i borca pobunjenika.„ Ian Nathan iz Empirea dao je filmu 4 zvjezdice od 5 i istaknuo da je čak i bolji od prvog filma. Pohvalio je redatelja Lawrencea što je "zauzeo mišićaviji pristup" i "razumno umanjio značaj" ljubavnog trokuta, napominjući da "ni [Peeta ni Gale], iskreno govoreći, nisu sposobni položiti pinky na [Katnissov] tobolac". Jedna greška koju je pronašao bila je u "iznenađujuće neučinkovitom nastupu" Philipa Seymoura Hoffmana.
Negativna recenzija stigla je od Sophie Monks Kaufman iz Little White Liesa, koja je pohvalila Lawrenceovu izvedbu, ali je kritizirala "razrjeđivanje sastojaka koji su Igre gladi učinili tako privlačnim". Također je pronašla zamjerke u "nezgrapnoj" radnji, "haminosti" predsjednika Snowa i Plutarcha Heavensbeeja i "labavom i neuvjerljivom scenariju izvučenom iz dramatično teške knjige". David Denby iz New Yorkera ustvrdio je da ta premisa "nema puno smisla". Pohvalio je "impresivan" prvi čin i Jennifer Lawrence, jer je "projektirala snagu kakvu je imala Katharine Hepburn dok je bila mlada." Denby je drugi čin smatrao "prigušenim i bez ritma" i kritizirao je "nesuvislo" finale koje će "potjerati publiku da se vrati u knjigu kako bi saznala što bi se trebalo događati".

## Nastavci
U srpnju, 2012, Lionsgate je najavio da će se posljednja knjiga u trilogiji, Šojka rugalica, biti snimljena u dva nastavka. Prvi film, Igre gladi: Šojka rugalica – 1. dio, u kina je stigao 21. studenoga 2014., dok drugi film, Igre gladi: Šojka rugalica – 2. dio, u kina stiže 20. studenoga 2015. Snimanje "dvodjelnog" filma započelo je 23. rujna 2013. u Atlanti, a završilo je 20. lipnja 2014. u Berlinu.